# Suplemento Juvenil
O Suplemento Juvenil (inicialmente Suplemento Infantil) foi uma revista em quadrinhos infanto-juvenil lançada em 1934 pelo pioneiro dos quadrinhos de aventura no Brasil, Adolfo Aizen.
Foi a primeira publicação brasileira dedicada a quadrinhos de heróis e com personagens famosos das tiras de jornal norte-americanas como "Mandrake, o mágico", "Flash Gordon" (lançado em cores apenas dois meses depois do lançamento de suas pranchas dominicais), "Tarzan", além de o "Pato Donald" e vários outros que fizeram parte da "Era de Ouro dos Quadrinhos". Além dos quadrinhos era rico em textos infantis, históricos e contos. Seu sucesso foi imediato e com grande tiragem para aquela época. Com cerca de 200 mil exemplares liderou o mercado por bastante tempo até a chegada de seu maior concorrente, O Globo Juvenil do Roberto Marinho.

## Publicação
Em 1933, o jornalista Adolfo Aizen trabalhava em duas publicações: no jornal O Malho e no jornal O Globo. Em 1933, foi convidado pelo Comitê de Imprensa do Touring Club do Brasil a viajar para os Estados Unidos e numa visita ao Daily Mirror de Nova York conheceu os artistas de quadrinhos Alex Raymond, Milton Caniff e Bob Ripley e os suplementos dominicais de tiras de jornal. Ao voltar ao Brasil, Aizen tentou convencer seu patrão no jornal O Globo, o jornalista Roberto Marinho, a publicar algo semelhante. Marinho não aprovou a idéia mas Aizen não desistiu e resolveu procurar o jornal A Nação.
No dia 14 de Março de 1934, o Suplemento Infantil foi lançado pelo jornal A Nação. A primeira edição trazia uma capa produzida por J. Carlos (já colaborador da revista O Tico-Tico) que ilustrou um conto do escritor Luiz Martins. Segundo a seção "Notícias em quadrinhos" publicada no verso da capa da revista da EBAL "Dimensão K" número 6 de março de 1968, nesse primeiro número havia a primeira história em quadrinhos brasileira (feita com a técnica americana dos seriados de cinema), que teve o título de "Os Exploradores da Atlântida" ou "As aventuras de Roberto Sorocaba", desenhada por A. Monteiro Filho. Foi o primeiro capítulo de um total de 12. Apareceram também nesse número as histórias de "O cachorrinho Bob" e "O Boa Vida" (de C.D.Russel), "Louro, "A confusão do Louro" e "Papagaio Resfriado" (de Pat Sullivan) e "O casal Maneco Fanfarrão" (de Russ Westover). Outros desenhistas que se destacariam foram Fernando Dias da Silva, Antonio Euzébio, Sálvio Correia Lima, Celso Barroso e Alcyro Dutra.
Com o sucesso, a partir do nº 15 consegue independência e muda então o nome para Suplemento Juvenil, publicando-o por editora do próprio Aizen, a Grande Consórcio Suplementos Nacionais.
O Suplemento Juvenil era uma publicação em formato tablóide e em papel-jornal, tinha 16 páginas a não ser em edições especiais como as de 7 de setembro e as de Natal com 100 ou 50 páginas.
Ressalve-se que o Suplemento não foi o primeiro tabloide de histórias em quadrinhos. Em 1929, o jornal A Gazeta lançou a A Gazetinha.
Teve 1726 números até novembro de 1945. Em seguida Adolfo Aizen fundou outra editora, a Editora Brasil-América Ltda (mais conhecida como EBAL).

## Homenagem
Em 1984,  em comemoração aos 50 anos do lançado da publicação, foi instituído pela  Academia Brasileira de Letras e pela Associação Brasileira de Imprensa, que 14 de março seria o "Dia Nacional das Histórias em Quadrinhos".